# Маґатама

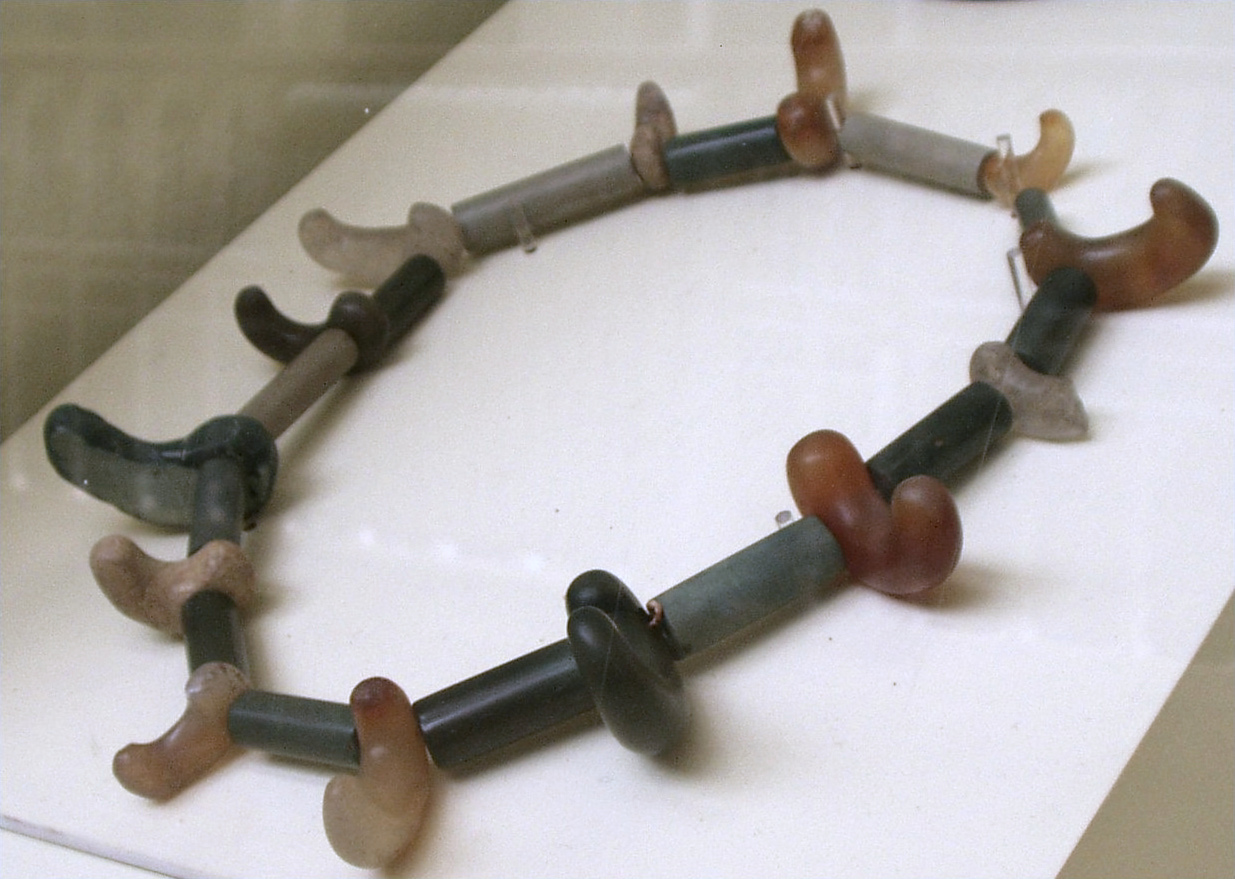
Намисто з жадових маґатам (3 — 6 століття, період Кофун)

Маґатама (яп. 勾玉, 曲玉, まがたま — «кривоцвіт») — натільна прикраса у доісторичній та стародавній Японії, виготовлена з самоцвіту у вигляді коми або літери «С». Різновид бісеру.

## Короткі відомості
Маґатама нагадує за формою пуголовка заввишки 6-3 см, хвіст якого зігнутий у літеру «С», а голова має потовщення і отвір для мотузка. Ділянка прикраси з отвором називається голівкою, внутрішній бік вигину — брюшком, а зовнішній — спинкою маґатами. Як правило, ця прикраса виготовлялася з цінного каміння: жаду, агату, кварцу, тальку або яшми. Існували також глиняні зразки.
Походження маґатами не з'ясоване. Висувалися гіпотези, що прикраса є замінником іклів тварин, символом розвитку буття, уособленням зародку в тілі матері або модифікацією звичайної сережки. Письмові пам'ятки свідчать, що маґатама служила оберегом від лиха і приносила щастя.
Найстаріші маґатами знаходять на Японському архіпелазі. Вони датуються раньою фазою періоду Джьомон, 6 — 5 тисячоліттями до Р. Х. Перші маґатами нагадували загострене на кінці каміння. У 4 — 3 тисячоліттях до н. е. вони еволюціонували в бік невеликих С-подбіних виробів. Вважається, що у 6 — 5 століттях до н. е. техніка виготовлення маґатам була передана також на південь Корейського півострову, де їх робили з мікрокліну. Культура С-подібних прикрас була поширена в переважно в Західній Японії до кінця 7 століття по Р.Х. Східним рубежем цієї культури вважається район сучасного Токіо.
Маґатами використовуються в Японії по сьогодні, хоча й не так широко як в доісторичні часи. Зазвичай їх продають як амулети в синтоїстських святилищах або сувеніри для туристів. Найвідомішою маґатамою сучасності є Велика маґатама Ясакані, одна з трьох реліквій Імператора Японії.